# 威廉·哈金斯
威廉·哈金斯爵士（英語：Sir William Huggins，1824年2月7日—1910年5月12日），英國皇家學會院士，功績勳章、巴斯勳章得主，是英國最著名的天文學家之一，在1900至1905年間擔任皇家學會的主席。他與妻子瑪格麗特·林賽·哈金斯都是光譜學的先驅。

## 傳記

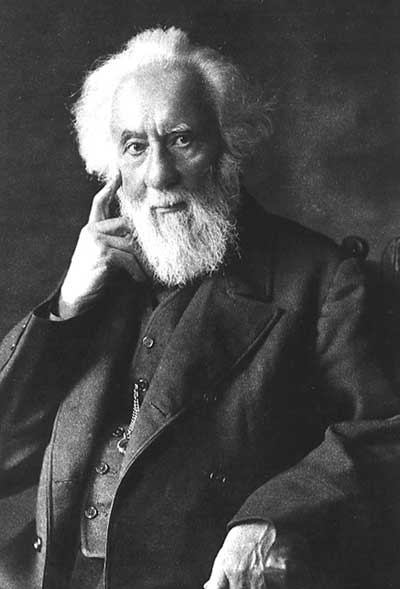
William Huggins (1910)

威廉·哈金斯於1824年出生在米德塞克斯的康希爾。在1875年，他與瑪格麗特·林賽·哈金斯結婚。她是約翰·默里的女兒，對天文學和科學研究都感興趣。她鼓勵她丈夫的攝影，並協助在系統的基礎上進行他們的研究。
哈金斯在倫敦的圖爾斯山的90上部建立了私人天文台，他與妻子在那兒對各種各樣的天體光譜發射線和吸收線進行了廣泛的觀察。在1864年8月29日，在分析NGC 6543時，哈金斯成為第一位取得行星狀星雲光譜的人。他也是第一位區分出星雲和星系之間有差異的人。例如，獵戶座大星雲有單純的發射譜線，是典型的氣體特徵；仙女座星系的譜線特徵如同恆星。哈金斯的鄰居，化學家威廉-艾倫米勒是他的助理，協助他進行光譜的分析。哈金斯也是第一位採用乾版攝影，讓天體成像的人。
在1868年觀察天狼星顯示有紅移，哈金斯假設恆星的徑向速度可以被計算出來。
哈金斯在1867年與威廉-艾倫米勒一起獲得英國皇家天文學會金質獎章。他之後在1876年至1878年擔任皇家天文學會會長，並且在1885年再度單獨獲得金質獎章。他擔任皇家天文學會的職務比任何人都久，總共長達37年。
哈金斯在1865年6月獲選為皇家學會院士，被授予皇家獎章（1866年）、拉姆福德獎章（1880年）、和科普利獎章（1898年），並且在獲得1885年的Bakerian Lecture。在1900年至1905年，他擔任皇家學會會長。例如，他在1904年的皇家會長演講表揚了辭世的院士，並分配了當年的獎項。
他於1910年動過疝氣受術後，在倫敦圖爾斯山自己的家中過世，並安葬在格德斯綠地公墓。

## 榮譽和獲獎
榮譽
- 1897年6月22日列名在1987年鑽石銀禧榮譽（英语：1897 Diamond Jubilee Honours），獲得騎士指揮官的巴斯勳章（KCB）[7]。
- 在1902年6月26日公布的1902年加冕榮譽（英语：1902 Coronation Honours）名單中，]哈金斯是功績勳章（OM）的原始接受者之一[8]，並且在1902年8月8日在白金漢宮由國王愛德華七世頒授[9][10]。

獲獎
- 皇家獎章（1866年）
- 英國皇家天文學會金質獎章（1867年與威廉-艾倫米勒（英语：William Allen Miller）一起獲獎，1885年又單獨獲獎）
- 拉朗德獎章（英语：Lalande Prize）（1870年）
- 拉姆福德獎章（1880年）
- Valz Prize（英语：Valz Prize）（1882年）[11]
- 獲頒瑞典皇家科學院的院士榮銜（1883年）
- 讓森獎章（1888年）
- 科普利獎章（1898年)
- 來自美國國家科學院的亨利·德雷伯獎章（1901年）[12]
- 布鲁斯獎（1904年）

以他命名的事物
- 月球的哈金斯环形山
- 火星的哈金斯撞擊坑（英语：Huggins (Martian crater)）
- 小行星(2635) 哈金斯

## 出版品

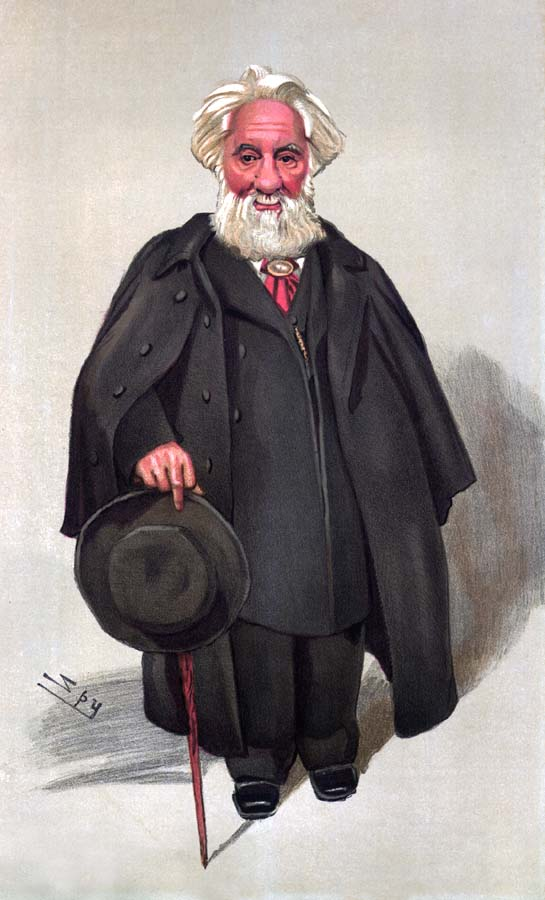
萊斯里·沃德"浮華世界 (英國雜誌) "中給哈金斯的漫畫造型。

- 1870: Spectrum analysis in its application to the heavenly bodies. Manchester, (Science lectures for the people; series 2, no. 3)
- 1872: (editor) Spectrum analysis in its application to terrestrial substances and the physical constitution of heavenly bodies （页面存档备份，存于） by H. Schellen, translated by Jane and Caroline Lassell, link from HathiTrust.
- 1899: (with Lady Huggins): An Atlas of Representative Stellar Spectra from  {\displaystyle \lambda }4870 to {\displaystyle \lambda }3300, together with a discussion of the evolution order of the stars, and the interpretation of their spectra; preceded by a short history of the observatory. London, (Publications of Sir William Huggins's Observatory; v. 1)
- 1906: The Royal Society, or, Science in the state and in the schools. London.
- 1909: The Scientific Papers of Sir William Huggins; edited by Sir William and Lady Huggins.  London, (Publications of Sir William Huggins's Observatory; v. 2)

## 外部連結
- Huggins, Sir William (1824–1910) Barbara J. Becker, Oxford Dictionary of National Biography, 2004 (subscription required)
- Audio description of Huggins' work （页面存档备份，存于）
- Eclecticism, Opportunism, and the Evolution of a New Research Agenda: William and Margaret Huggins and the Origins of Astrophysics （页面存档备份，存于） Barbara J. Becker
- William Wallace Campbell Sir William Huggins, K.C.B.,O.M., Astronomical Society of the Pacific link from Internet Archive.

| 榮銜              | 榮銜                   | 榮銜            |
| ----------------- | ---------------------- | --------------- |
| 前任： 李斯特勋爵 | 皇家学会会长 1900–1905 | 繼任： 瑞利勋爵 |